# Christophe Tartari
Christophe Tartari (* 3. Dezember 1984 in Grenoble) ist ein französischer Eishockeyspieler, der zwischen 2002 und 2022 ununterbrochen bei den Brûleurs de Loups de Grenoble in der Ligue Magnus unter Vertrag stand und mit diesen zahlreiche nationale Titel gewann. Sein älterer Bruder Stéphane Tartari war ebenfalls Eishockeyspieler.   

## Karriere
Christophe Tartari begann seine Karriere als Eishockeyspieler in seiner Heimatstadt in der Nachwuchsabteilung der Brûleurs de Loups de Grenoble, für deren Profimannschaft er in der Saison 2002/03 sein Debüt in der höchsten französischen Spielklasse gab. In der Saison 2003/04 erhielt er die Trophée Jean-Pierre Graff als bester französischer Nachwuchsspieler. In der Saison 2009/10 wurde der Franzose in das All-Star Team der Ligue Magnus gewählt. Auch mit der Mannschaft war Tartari überaus erfolgreich. Mit Grenoble wurde er in den Jahren 2007, 2009, 2019 und 2022 jeweils Französischer Meister. In den Jahren 2008, 2009 und 2017 gewann er mit seiner Mannschaft jeweils die Coupe de France sowie in den Jahren 2007, 2009, 2011 und 2015 die Coupe de la Ligue. In den Jahren 2008 und 2009 gewann er mit Grenoble die Trophée des Champions. 
Nach der Saison 2021/22 beendete er seine Karriere.

### International
Für Frankreich nahm Tartari an der U20-Junioren-B-Weltmeisterschaft 2004 teil. In fünf Spielen erzielte er dabei je ein Tor und eine Vorlage.  

## Erfolge und Auszeichnungen
- 2004 Trophée Jean-Pierre Graff
- 2007 Französischer Meister mit den Brûleurs de Loups de Grenoble
- 2007 Coupe de la Ligue mit den Brûleurs de Loups de Grenoble
- 2008 Coupe de France mit den Brûleurs de Loups de Grenoble
- 2008 Trophée des Champions mit den Brûleurs de Loups de Grenoble
- 2009 Französischer Meister mit den Brûleurs de Loups de Grenoble
- 2009 Coupe de France mit den Brûleurs de Loups de Grenoble
- 2009 Coupe de la Ligue mit den Brûleurs de Loups de Grenoble
- 2009 Trophée des Champions mit den Brûleurs de Loups de Grenoble
- 2010 Ligue Magnus All-Star Team
- 2011 Coupe de la Ligue mit den Brûleurs de Loups de Grenoble
- 2015 Coupe de la Ligue mit den Brûleurs de Loups de Grenoble
- 2017 Coupe de France mit den Brûleurs de Loups de Grenoble
- 2019 Französischer Meister mit den Brûleurs de Loups de Grenoble
- 2022 Französischer Meister mit den Brûleurs de Loups de Grenoble